# União das Freguesias de Parada do Monte e Cubalhão
Die União das Freguesias de Parada do Monte e Cubalhão ist eine portugiesische Gemeinde (Freguesia) im Kreis (Concelho) Melgaço im Nordwesten Portugals.

## Geschichte
Die Gemeinde entstand im Zuge der Gebietsreform vom 29. September 2013 durch die Zusammenlegung der ehemaligen Gemeinden Parada do Monte und Cubalhão. Parada do Monte wurde Sitz der neuen Verwaltung.

## Demographie
| Freguesia | Freguesia                  | Freguesia | Freguesia       | ehemalige Freguesias | ehemalige Freguesias | ehemalige Freguesias | ehemalige Freguesias |
| --------- | -------------------------- | --------- | --------------- | -------------------- | -------------------- | -------------------- | -------------------- |
| Wappen    | Freguesia                  | Einwohner | Fläche in (km²) | Wappen               | Freguesia            | Einwohner            | Fläche in (km²)      |
|           | Parada do Monte e Cubalhão | 477       | 29,84           |                      | Parada do Monte      | 370                  | 18,22                |
|           | Parada do Monte e Cubalhão | 477       | 29,84           | Cubalhão             | 156                  | 11,62                |                      |